# كريستي أليك
كريستي الليك (مواليد 6 فبراير 1952) موسيقية كندية وملحنة.
ولدت كريستي آني الليك في 6 فبراير عام 1952 في تورونتو، أونتاريو بكندا، وحصلت على درجة البكالوريوس في الموسيقى من جامعة تورونتو، ثم حلصت على درجة الماجستير في الفنون الجميلة من جامعة برنستون والدكتوراه من جامعة كاليفورنيا الجنوبية.